# Тимохина (деревня)
Тимохина — деревня в Ишимском районе Тюменской области России. Входит в состав Неволинского сельского поселения.

## История
До 1917 года входила в состав Боровской волости Ишимского уезда Тюменской губернии. По данным на 1926 год состояла из 82 хозяйств. В административном отношении входила в состав Неволинского сельсовета Жиляковского района Ишимского округа Уральской области.

## Население
| 2010 |
| ---- |
| 145  |

По данным переписи 1926 года в деревне проживало 398 человек (182 мужчины и 216 женщин), в том числе: русские составляли 100 % населения.
Согласно результатам переписи 2002 года, в национальной структуре населения русские составляли 99 % из 175 чел.